# Redécoupage des circonscriptions législatives françaises de 1875

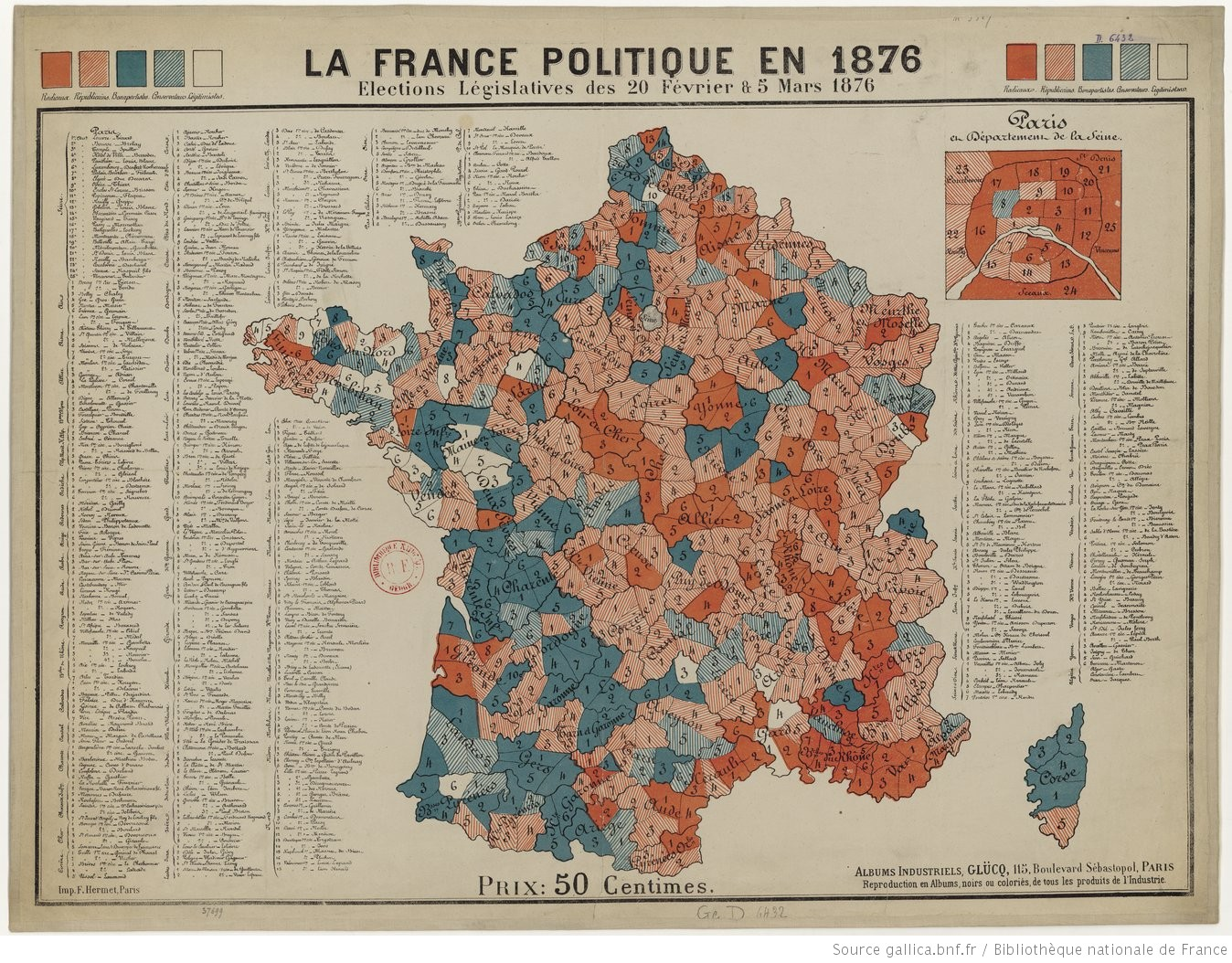
La France politique en 1876, albums industriels, Glück (voir lien vers numérisation originale dans Liens externes).

Le redécoupage des circonscriptions législatives françaises de 1875 est le septième découpage de la France en circonscriptions législatives. Il attribue un député à chaque arrondissement, et un député supplémentaire par tranche de 100.000 habitants. 
Ce découpage a été utilisé pour les élections de 1876, 1877 et 1881. Après un bref retour au scrutin de liste en 1885, les principes du découpage de 1875 furent repris lors du redécoupage de 1889 pour les scrutins de 1889, 1893, 1898, 1902, 1906, 1910 et 1914. Les inégalités liés à l'évolution démographique du pays ont été corrigées avant chaque élection, hormis celles de 1877 et 1906, par la division des circonscriptions trop peuplées.

## Contexte
Après la chute de Napoléon III, la Troisième République choisit en 1871 d'en revenir au scrutin plurinominal départemental pour l'élection de 1871, comme sous la Deuxième République. Le scrutin uninominal est cependant rétabli en 1875 par la majorité de droite, qui le pensait plus favorable à ses intérêts, ce qui conduit à un nouveau découpage sur la base des arrondissements, avec un député supplémentaire par tranche de cent mille habitants. Les élections de 1876, 1877 et 1881 (avec quinze députés supplémentaires pour suivre l'évolution démographique) donnent cependant toutes la majorité aux Républicains. 